# 坂井市立長畝小学校
坂井市立長畝小学校（さかいしりつ のうねしょうがっこう）は、福井県坂井市丸岡町松川にある公立小学校。

## 沿革
- 1873年（明治6年）6月 - 学制発布により、長畝村に山久保・二ッ屋・大谷・小黒の四小学校を創立。
- 1875年（明治8年） - 山久保小学校を閑林小学校と改称。二ッ屋・大谷・小黒の三小学校を併合し、徒義小学校・篤信小学校の二校を新設。
- 1887年（明治20年） - 閑林・徒義・篤信小学校をそれぞれ、簡易科閑林小学校・簡易科徒義小学校・簡易科篤信小学校と改称。
- 1892年（明治25年） - 簡易科閑林小を閑林尋常小学校と改称。簡易科徒義小と簡易科篤信小を併合し、信義尋常小学校と改称。
- 1905年（明治38年） - 閑林尋常小を長畝尋常小学校に、信義尋常小を篠岡尋常小学校に、それぞれ改称。
- 1928年（昭和3年） - 長畝尋常小を長畝尋常高等小学校に、篠岡尋常小を篠岡尋常高等小学校に、それぞれ改称。
- 1933年（昭和8年） - 長畝尋常高等小学校と篠岡尋常高等小学校を併合し、長畝村立長畝尋常高等小学校を現在地に設立。玄女分校を設置。
- 1941年（昭和16年） - 長畝村国民学校と改称。
- 1947年（昭和22年）4月 - 学制改革により、長畝村立長畝小学校と改称。長畝村立長畝中学校を併設。
- 1948年（昭和23年） - 福井地震により全校舎倒壊。
- 1949年（昭和24年） - 長畝村・竹田村組合立中学校の設置により長畝村立長畝中学校は廃校。
- 1950年（昭和25年） - 震災後に復旧した新校舎が落成。
- 1955年（昭和30年） - 町村合併により丸岡町立長畝小学校と改称。乗兼分校も長畝小学校乗兼分校と改称。
- 1974年（昭和49年） - 玄女分校・乗兼分校が廃校。
- 1977年（昭和52年） - 本館・北校舎の改築完成。
- 1980年（昭和55年） - 体育館の改築が完成し、総合落成記念式を挙行。
- 2004年（平成16年） - 特殊学級を開設。[1]
- 2006年（平成18年） - 坂井市発足により、現校名へ改称。
- 2010年（平成22年） - 竹田小学校の休校により、竹田小校区の児童が本校へ転学。

## 通学区域
- 霞ケ丘1丁目・霞ケ丘2丁目・霞ケ丘3丁目・霞ケ丘4丁目・松川1丁目・松川2丁目・城北1丁目・城北2丁目・城北3丁目・城北4丁目・城北5丁目の一部・城北6丁目の一部・宇田・玄女・千田・長畝（75字の一部、79字を除く）・山久保・女形谷・赤坂・伏屋・三本木・与河・畑中・田屋・豊原・曽々木・内田・舛田・小黒（73字、74字を除く）・篠岡・石上・里丸岡1丁目・里丸岡2丁目・里丸岡3丁目・今町・東陽1丁目・八ケ郷・愛宕・川上・坪江・乗兼・堀水・里竹田・上竹田・山口・山竹田[2]

## 進学先中学校
- 市立丸岡中学校[2]

## 学校周辺
- 長畝幼稚園
- 長畝公民館